# 1684 Iguassú
1684 Iguassú è un asteroide della fascia principale del diametro medio di circa 26,53 km. Scoperto nel 1951, presenta un'orbita caratterizzata da un semiasse maggiore pari a 3,0948007 UA e da un'eccentricità di 0,1265112, inclinata di 3,65337° rispetto all'eclittica.
L'asteroide prende il nome dalla cascate dell'Iguazú.